# Choe Eun-sil
Choe Eun-sil (최은실?; Cheongju, 17 agosto 1994) è una cestista sudcoreana.

## Carriera
Con la Corea del Sud ha disputato i Campionati mondiali del 2018.